# North Hollywood (filme)
North Hollywood é um filme de 2021 escrito e dirigido por Mikey Alfred. É vagamente baseado na vida de Alfred e seu relacionamento com seu pai. Alfred começou a procurar financiamento para produzir e dirigir o filme em 2018, depois de ser co-produtor em Mid90s (2018).

## Elenco
- Ryder McLaughlin - Michael
- Vince Vaughn - Oliver
- Miranda Cosgrove - Rachel
- Nico Hiraga - Jay
- Aramis Hudson - Adolf
- Angus Cloud - Walker
- Tyshawn Jones - Isiah Jordan
- Bob Worrest - Nolan Knox
- Sparkle Tatyana-Marie
- Blake Anderson - guarda escolar
- Gillian Jacobs - Abigaile
- Sunny Suljic - Clark
- Thomas Barbusca - Alter Boy
- Griffin Gluck - Drew
- Nate Hinds - Rubo

## Lançamento
O filme teve sua estreia mundial a partir de 26 de março de 2021 no SoFi Stadium em Inglewood, Califórnia. Foi o primeiro evento público para o Estádio de Sofi. Devido à pandemia de COVID-19, lançado em estilo drive-in. A estreia foi apresentada por três noites seguidas.

## Recepção
No agregador de críticas dos Estados Unidos, o Rotten Tomatoes, na pontuação onde a equipe do site categoriza as opiniões da  grande mídia e da mídia independente apenas como positivas ou negativas, o filme tem um índice de aprovação de 78% calculado com base em 18 comentários dos críticos. Por comparação, com as mesmas opiniões sendo calculadas usando uma média aritmética ponderada, a nota alcançada é 6.0/10.
Na Radio Times. James Mottram disse que é "um olhar envolvente sobre as confusões e conflitos da adolescência." No IndieWire, David Ehrlich  avaliou com nota C dizendo que "é um filme vivido que conhece seus personagens de cor e permanece inefavelmente fiel a eles durante seus momentos mais sinceros, mas não consegue reunir o impulso necessário para empurrá-los para lugares que não estão prontos para ir." Richard Crouse deu uma nota 3/5 dizendo que "performances simpáticas que ficam sob a pele de seus personagens garantem que este seja mais do que um filme de skate. Como todas as boas histórias inspiradas em esportes, o esporte é secundário em relação às lições universais contidas nele."